# Josef av Sachsen-Altenburg
Josef av Sachsen-Altenburg, född 27 augusti 1789 i Hildburghausen död 25 november 1868, var son till Fredrik av Sachsen-Altenburg och regerande hertig av Sachsen-Altenburg från 1834 till 1848.
Han gifte sig 1817 med Amalie av Württemberg (1799–1848), brorsdotter till kung Fredrik I av Württemberg. 
Barn:
- Marie av Sachsen-Altenburg (1818–1907); gift 1843 med kung Georg V av Hannover (1819–1878)
- Pauline (1819–1825)
- Henriette (1823–1915)
- Elisabeth av Sachsen-Altenburg (1826–1896); gift 1852 med storhertig Peter II av Oldenburg (1827–1900)
- Alexandra av Sachsen-Altenburg (1830–1911) (i Ryssland Olga Jusopovna) ; gift 1848 med Konstantin Nikolajevitj av Ryssland (1827–1892)
- Luise (1832–1833)